# Мургаш (Куманово)
Мургаш (мкд. Мургаш) је насеље у Северној Македонији, у северном делу државе. Мургаш припада општини Куманово.

## Географија
Мургаш је смештен у северном делу Северне Македоније. Од најближег града, Куманова, село је удаљено 22 km југоисточно.
Насеље Мургаш се налази у историјској области Средорек. Село је смештено на северозападним падинама планине Манговице, на приближно 540 метара надморске висине. Западно од насеља пружа се поље.
Месна клима је континентална.

## Историја
У селу је фебруара 1896. године пописано 15 српских кућа. Године 1899. у месту је парох поп Раде Петровић.

## Становништво
Мургаш је према последњем попису из 2002. године имао 63 становника.
Већинско становништво у насељу су етнички Македонци (98%), а остало су Срби.
Претежна вероисповест месног становништва је православље.